# Ixora malabarica
Ixora malabarica là một loài bụi nhỏ thuộc họ Cà phê (Rubiaceae). Nó là loài đặc hữu của miền nam Ấn Độ.